# Donacaula longirostrallus
Donacaula longirostrallus là một loài bướm đêm trong họ Crambidae.